# Steve Hilton
Steve Hilton est un homme politique britannique, conseiller du premier ministre tory David Cameron. Hilton est né le 25 août 1969 et est naturalisé américain en 2021.

## Biographie
Les parents de Steve Hilton fuient la Hongrie communiste pendant l'insurrection de Budapest (en 1956). Ils s'installent en Angleterre et changent leur nom de Hircsák en Hilton,. Steve Hilton obtient une bourse pour poursuivre ses études à Christ's Hospital, dans le Sussex, puis il étudie philosophie, politique et économie à l'université d'Oxford.
Après l'obtention de son diplôme, Hinton travaille à la direction centrale du parti conservateur où il fait la connaissance de David Cameron et de Rachel Whetstone, sa future femme et alors vice-présidente des affaires publiques et de la communication de Google. Il est en contact avec l'agence de publicité préférée du parti, Saatchi and Saatchi, et Maurice Saatchi l'apprécie beaucoup.
De 2010 à 2012, il est conseiller du premier ministre britannique David Cameron.
Il rejoint la chaîne de télévision américaine Fox News en 2016. Il y travaille jusqu'en 2023.
En 2025, Steve Hilton annonce sa candidature au poste de gouverneur de Californie pour les élections de mi-mandat de 2026 en tant que républicain.

## Prises de position
En 2016, il apporte son soutien à Donald Trump et se prononce en faveur du Brexit.
Il promeut un « populisme positif » axé sur les familles ouvrières.